# Kea-Kythnos
Kea-Kythnos (řecky: Περιφερειακή ενότητα Κέας-Κύθνου) je jednou z 13 regionálních jednotek kraje Jižní Egeis v Řecku. Zahrnuje území obydlených ostrovů Kea, Kythnos, Makronisos a menším okolních neobydlených ostrovů. Hlavním městem je Ioulis. Břehy omývá Egejské moře.

## Administrativní dělení
Regionální jednotka Kea-Kythnos se od 1. ledna 2011 člení na 2 obce, které odpovídají hlavním obydleným ostrovům:

Poloha ostrovů Kea (1) a Kythnos (2)

| číslo na mapce | Obec    | řecky        | rozloha (km²) | počet obyvatel | hustota zalidnění | sídlo obce |
| -------------- | ------- | ------------ | ------------- | -------------- | ----------------- | ---------- |
| 1              | Kea     | Δήμος Κέας   | 148,9         | 2 455          | 16,48             | Ioulis     |
| 2              | Kythnos | Δήμος Κύθνου | 100,2         | 1 456          | 14,53             | Kythnos    |